# Kamieniec Litewski (gmina)
Kamieniec Litewski – dawna gmina wiejska istniejąca do 1939 roku w woj. poleskim (obecnie na Białorusi). Siedzibą gminy był Kamieniec Litewski, który stanowił odrębną gminę miejską (2348 mieszk. w 1921 roku).
W okresie międzywojennym gmina Kamieniec Litewski należała do powiatu brzeskiego w woj. poleskim. 12 kwietnia 1928 roku do gminy Kamieniec Litewski przyłączono część obszaru zniesionej gminy Dworce, a 18 kwietnia 1928 zniesioną gminę Życin. Po wojnie obszar gminy Kamieniec Litewski wszedł w struktury administracyjne Związku Radzieckiego.